# 13 причин почему (сезон 1)
«13 причин почему» (англ. 13 Reasons Why) — американский драматический телесериал, основанный на одноимённом романе Джея Эшера 2007 года. Книга адаптирована для телеэкрана Брайаном Йорки. Диана Сон и Брайан Йорки являются шоураннерами телесериала. Премьера первого сезона состоялась 31 марта 2017 года на ТВ-канале Netflix.

## Сюжет
Первый сезон знакомит нас с 17-летним Клэем Джэнсэном, который однажды, возвращаясь домой из школы, находит таинственную коробку на своем крыльце. Внутри, он обнаруживает семь аудиокассет, записанных Ханной Бэйкер, его покойной одноклассницей, которая покончила жизнь самоубийством двумя неделями ранее. На этих кассетах Ханна записала очень эмоциональный аудиодневник, подробно описывая, почему она решила свести счёты с жизнью. Похоже, что каждый человек, который получает эту коробку со старомодными лентами, в основном связан с тем, почему она убила себя. Клэй не первый, кто получает кассеты, но есть намёки на то, как он должен передать ленты после их прослушивания. По-видимому, существуют ещё несколько коробок с дополнительными копиями аудиокассет, которые держит у себя ответственный за их распространение человек, если вдруг что-то пойдёт не по плану. Каждая магнитофонная запись относится к тому или иному человеку, вовлеченному в жизнь Ханны, которые подтолкнули её к самоубийству. Аудиозаписи предназначены как для друзей, так и для врагов.

## В ролях

### Основной состав
- Дилан Миннетт — Клэй Джэнсэн — близкий друг Ханны, который пытается выяснить обстоятельства её смерти.
- Кэтрин Лэнгфорд — Ханна Бэйкер — девушка, которая совершила самоубийство и записала аудиокассеты с разъяснениями причин.
- Кристиан Наварро — Тони Падилья — лучший друг Клэя, который помогает ему справиться со смертью Ханны.
- Брэндон Флинн — Джастин Фоули — баскетболист. Лидер спортивной команды.
- Алиша Бо — Джэссика Дэвис — бывшая подруга Ханны и девушка Джастина.
- Джастин Прентис — Брайс Уокер — баскетболист. Студент из богатой семьи.
- Майлс Хейзер — Алекс Стэндэлл — студент с неформальной внешностью. Бывший друг Ханны.
- Росс Батлер — Зак Дэмпси — лучший игрок и нападающий в баскетбольной команде. Добродушный, но слегка трусливый. Друг Брайса и Джастина.
- Девин Друид — Тайлер Даун — школьный фотограф и жертва издевательств.
- Эми Харгривз — Лэйни Джэнсэн — мать Клэя. Адвокат.
- Дерек Люк — Кэвин Портер — школьный психолог.
- Кейт Уолш — Оливия Бэйкер — мать Ханны.
- Тимоти Гранадерос — Монтгомери Де ла Круз — друг Брайса и Джастина, который занимается травлей студентов в школе.

### Второстепенный состав
- Брайан Д’Арси Джеймс — Эндрю Бэйкер — отец Ханны.
- Джош Хэмилтон — Мэтт Джэнсэн — отец Клэя.
- Мишель Селена Анг — Кортни Кримсэн — одноклассница Ханны.
- Стивен Сильвер — Маркус Коул — президент школьного совета. Друг Брайса и Джастина.
- Аджиона Алексус — Шэри Холланд — черлидер. Подруга Клэя.
- Томми Дорфман — Райан Шэйвер — поэт и главный редактор школьной газеты. Бывший парень Тони.
- Соси Бэйкон — Скай Миллер — бывшая одноклассница Клэя.
- Брэндон Ларракуэнте — Джефф Аткинс — бейсболист, друг Клэя.
- Стивен Уэбер — Гэри Болан — директор «Либерти Хай».
- Кейко Аджена — миссис Брэдли — учительница Ханны.
- Марк Пеллегрино — Билл Стэнделл — заместитель шерифа и отец Алекса.
- Роберт Гант — Тодд Кримсэн — отец Кортни.
- Уилсон Крус — Деннис Васкес — адвокат Оливии Бэйкер.

## Список эпизодов
| № общий | № в сезоне | Название                                | Режиссёр             | Автор сценария      | Дата премьеры |
| --- | ---------- | --------------------------------------- | -------------------- | ------------------- | ------------- |
| 1 | 1          | «Кассета 1, Сторона А» «Tape 1, Side A» | Том Маккарти         | Брайан Йорки        | 31 марта 2017 |
| Клэй Джэнсэн находит коробку, заполненную аудиокассетами, которую оставили на его пороге. Включив первую из них в бумбоксе своего отца, он понимает, что кассеты были записаны его недавно умершей одноклассницей Ханной Бэйкер. Он случайно падает и ломает бумбокс, когда в его комнату входит мать. Клэй крадет плеер у своего друга Тони, чтобы продолжить прослушивание кассет. Он слушает первую кассету, в которой Ханна рассказывает о своих переживаниях, которые привели её к самоубийству. Она начинает с того, что делится историей своего первого поцелуя с Джастином Фоули, который непреднамеренно распространяет непристойный слух, повлиявший на дальнейшие события в её жизни, из-за чего она начинает задумываться о самоубийстве. В воспоминаниях Клэя показана его влюблённость в Ханну и работа с ней в местном кинотеатре. Также мы узнаём, что Ханна назначила за ответственным за распространение кассет своего друга Тони. Человек на кассете: Джастин Фоули, который распространил слух об их встречах с Ханной и показал её колоритный снимок. |            |                                         |                      |                     |               |
| 2 | 2          | «Кассета 1, Сторона Б» «Tape 1, Side B» | Том Маккарти         | Брайан Йорки        | 31 марта 2017 |
| Ханна вспоминает о своей дружбе с двумя другими новыми студентами: Джессикой, которая часто переезжает, потому что её отец работает в ВВС и Алексом, с которым они познакомились в кафе. Джессика и Алекс начинают встречаться и перестают проводить время с Ханной. Когда Алекс расстается с Джессикой, она публично обвиняет в этом Ханну. В настоящем времени, мать Ханны — Оливия, находит записку в учебнике своей дочери, которая заставляет её поверить в то, что Ханну запугивали. Клэй узнает у Джессики о кассетах, в результате чего круг сверстников Брайса Уокера встречается, чтобы обсудить, как Клэй слушает записи Ханны. Человек на кассете: Джессика Дэвис, которая по ошибке обвинила Ханну в её разрыве с Алексом. |            |                                         |                      |                     |               |
| 3 | 3          | «Кассета 2, Сторона А» «Tape 2, Side A» | Хелен Шейвер         | Диана Сон           | 31 марта 2017 |
| Поскольку Клэй пытается продолжить романтические отношения с Ханной, её отношениям с одноклассниками угрожает "Лучший/Худший" список, составленный Алексом Стэндэллом, который поставил "цель" на Ханну. В настоящем времени, мать Ханны — Оливия Бейкер, пытается разыскать директора школы, чтобы рассказать о своих подозрениях в издевательствах над учениками, и делает тревожное открытие. В разгар своего расследования Клэй обращается за ответами к Алексу, который не только сожалеет о своих действиях, рассказанных на кассетах, но и предостерегает Клэя не доверять Тони. Позже, Клэй случайно становится свидетелем того, как Тони со своими братьями жестоко избивают мужчину. Пока Джастин пытается оправиться от своего недавнего падения, Брайс соревнуется в быстроте распития алкоголя с Клэем и Алексом в переулке. Человек на кассете: Алекс Стэндэл, который назвал задницу Ханны лучшей в школе, чтобы заставить Джессику Дэвис ревновать и разрушить их дружбу с Ханной. |            |                                         |                      |                     |               |
| 4 | 4          | «Кассета 2, Сторона Б» «Tape 2, Side B» | Хелен Шейвер         | Томас Хиггинс       | 31 марта 2017 |
| Ханна слышит кого-то за окном и признается своей подруге Кортни, что за ней следят. Кортни предлагает помочь ей поймать преступника с поличным. Ожидая прибытие преследователя, в состоянии алкогольного опьянения, они начинают играть в игру "Правда или действие", что приводит к поцелую между ними. Преследователь, школьный фотограф Тайлер Доун, делает фотографию девочек и рассылает её всем ученикам школы, что приводит к разрыву дружбы Кортни и Ханны. Кортни начинает всячески пытаться скрыть, кто же является второй девушкой на фотографии, сделанной Тайлером. В настоящем времени, Клэй приходит в дом к Ханне, что бы поговорить с её матерью, но у него не получается признаться, насколько они с Ханной были близки. Он также пытается выяснить у Тони, за что он с братьями избил того мужчину. Тони ответил Клэю, что люди иногда должны вершить своё собственное правосудие и доказывает, что у него есть ещё один дубликат кассет. Вдохновлённый этим, Клэй делает голый снимок Тайлера и так же рассылает его по всей школе, в отместку за Ханну. Человек на кассете: Тайлер Доун, который следил за Ханной и разослал всей школе фотографию её поцелуя с Кортни. |            |                                         |                      |                     |               |
| 5 | 5          | «Кассета 3, Сторона А» «Tape 3, Side A» | Кайл Патрик Альварез | Джулия Бикнелл      | 31 марта 2017 |
| Кортни, боясь, что одноклассники узнают о её сексуальности, начинает распространять слухи о том, что девочки на фотографии — это Ханна и Лаура, которая является открытой лесбиянкой. Также, Кортни добавляет слухи о Ханне и Джастине, ещё больше ухудшая и так плохую репутацию Ханны. В настоящем, Клэй принудительно ведёт Кортни на могилу Ханны. Она не доходит до могилы, потому что ей было стыдно перед Ханной за то, что не призналась ей о своей сексуальности при жизни. Тони приезжает с велосипедом Клэя и даёт ему кассету с песней, под которую они с Ханной танцевали на «Зимнем балу». Позже, Джастин, Зак и Алекс заставляют Клэя сесть с ними в машину, украв его велосипед, и разгоняются до бешеной скорости, тем самым напугав его из-за кассет. Их останавливает полиция, но не арестовывает, поскольку офицер, как выяснилось, является отцом Алекса. Клэй обманывает свою мать, что знал Ханну. Однако, он попросил её представлять школу в судебном процессе, который устроили Бэйкеры. Человек на кассете: Кортни Кримсэн, которая распространяла дальнейшие слухи о Ханне, чтобы отвлечь внимание от своей ориентации и фотографии, которую сделал Тайлер.      |            |                                         |                      |                     |               |
| 6 | 6          | «Кассета 3, Сторона Б» «Tape 3, Side B» | Кайл Патрик Альварез | Ник Шефф            | 31 марта 2017 |
| На День Святого Валентина, свидание Ханны с Маркусом пошло не так, как задумывалось, из-за слухов о её неразборчивости в сексуальных связях. В настоящем времени, Алекс ввязывается в драку с Монтгомери де ла Крузом и они оба должны предстать перед школьным судом. Клэй помогает Шэри с домашним заданием и они почти сближаются, но Шэри останавливается, так как хочет, чтобы Клэй полюбил её, несмотря на её роль в смерти Ханны. Человек на кассете: Маркус Коул, который прилюдно унизил Ханну, попытавшись домогаться до неё на свидании в день Святого Валентина. |            |                                         |                      |                     |               |
| 7 | 7          | «Кассета 4, Сторона А» «Tape 4, Side A» | Грегг Араки          | Элизабет Бенжамин   | 31 марта 2017 |
| После того как Ханна отказывается встречаться с Заком, он мстит, саботируя её эмоционально во время классного проекта. Зак крадёт все комплименты из коробки, предназначенные Ханне, тем самым опустив её самооценку ещё ниже. В настоящем времени, Клэй слушает кассету Зака и понимает, что оказывается иначе, чем казалось. У Клэя теперь появляются визуальные и слуховые галлюцинации Ханны в течение дня, включая видение её мёртвого тела на полу баскетбольной площадки во время игры и слушания её кассет в школе. Он возвращает записи Тони, не в силах продолжать их слушать. Человек на кассете: Зак Дэмпси, который из мести украл все "записки с комплиментами" в классе, предназначенных Ханне, за то, что она отвергла его и отказалась от помощи. |            |                                         |                      |                     |               |
| 8 | 8          | «Кассета 4, Сторона Б» «Tape 4, Side B» | Грегг Араки          | Кирк Мур            | 31 марта 2017 |
| Впечатлённая и вдохновлённая поэзией, которую прочитал Райан Шэйвер — одноклассник Ханны, она решает вступить в «Эвергринский клуб поэтов», место, где люди пишут и зачитывают стихи и прозы собственного сочинения, а также слушают и критикуют других. Ханна зачитывает некоторые чрезвычайно показательные и исповедальные стихи в этом самом клубе после того, как Райан прочитал её произведение. Но он предаёт её, опубликовав тот самый стих без ведома и согласия Ханны в своем школьном журнале. Почти все в школе находят стихотворение смешным, но Клэй и тронут, и встревожен одновременно, не зная, что автором является Ханна. В настоящем времени, Тони рассказывает Клэю подробности смерти Ханны и Клэй забирает кассеты обратно. Чуть позже, он отдает стих Ханны её матери. Человек на кассете: Райан Шэйвер, который украл стихотворение, написанное Ханной с подробным описанием её личных проблем и опубликовал его в школьной газете без её согласия. |            |                                         |                      |                     |               |
| 9 | 9          | «Кассета 5, Сторона А» «Tape 5, Side A» | Карл Франклин        | Хейли Тайлер        | 31 марта 2017 |
| Скрываясь в комнате Джессики во время вечеринки, Ханна становится свидетелем изнасилования Джессики Брасом Уокером. В настоящем времени, Маркус предупреждает Клэя, что худшее ещё впереди и снова пытается запугать его, чтобы он молчал о кассетах, подбросив на этот раз наркотики в его рюкзак, чтобы его выгнали из школы. Клэй наконец признается матери, что они с Ханной были близки. Получив подозрительный юридический совет от своей матери, он идёт в квартиру Джастина, чтобы забрать свой велосипед и поговорить о правосудии для Джессики. Джастин наконец признаётся Клэю, что всё, о чём говорится в кассетах — правда, и лучше Джессике не знать об этом. Человек на кассете: Джастин Фоули (и, по-видимому, сама Ханна Бэйкер), за то, что они оба позволили Брайсу изнасиловать свою подругу Джессику. |            |                                         |                      |                     |               |
| 10 | 10         | «Кассета 5, Сторона Б» «Tape 5, Side B» | Карл Франклин        | Нэйтан Луис Джексон | 31 марта 2017 |
| После вечеринки, Ханну подвезла домой её одноклассница — чирлидер Шэри Холланд. В результате поездки, произошёл несчастный случаем с опрокидыванием знака остановки. Ханна решает позвонить в полицию, чтобы сообщить об этом происшествии, но Шэри категорически против, потому что боится попасть в тюрьму. В то время как Ханна находится в поиске телефона, чтобы позвонить властям, сбитый знак остановки вызывает серьезную аварию на этом перекрёстке, в результате чего погибает друг Клэя Джэфф Аткинс, якобы находившегося в состоянии алкогольного опьянения в тот вечер. Когда Ханна пытается рассказать Клэю о знаке остановки, он отказывается её слушать, думая, что она излишне драматизирует. В настоящем времени, поведение Джессики становится более неустойчивым. Клэй узнает, что Шэри пытается исправить свою ошибку так, как считает нужным, и он говорит родителям Джэффа, что он был трезв в момент аварии. Человек на кассете: Шэри Холланд, которая бросила Ханну после того, как она врезалась в знак остановки, что в конечном итоге привело к смерти Джэффа Аткинса.                                                                                           |            |                                         |                      |                     |               |
| 11 | 11         | «Кассета 6, Сторона А» «Tape 6, Side A» | Джессика Ю           | Диана Сон           | 31 марта 2017 |
| При поддержке Тони, Клэй, наконец, слушает свою кассету и начинает испытывать чувство вины до такой степени, что рассматривает своё собственное самоубийство, из-за чувства вины. Он считает, что недостаточно сделал, чтобы предотвратить смерть Ханны. Тони удается его успокоить. Джастин узнает, что Джессика находится в доме Брайса. Он противостоит ей там и признается, что Брайс изнасиловал её в ночь вечеринки. Услышав это, Джессика разрывает отношения с Джастином. Оливия Бэйкер находит список с именами всех людей на кассетах, хотя она не знает, что он означает. Человек на кассете: Якобы Клэй Джэнсэн, который выполнил просьбу Ханны оставить её одну на вечеринке Джессики. Однако, Ханна прямо заявляет, что Клэй не включен в список 13-ти причин, но попал на кассету, потому что является частью её истории. |            |                                         |                      |                     |               |
| 12 | 12         | «Кассета 6, Сторона Б» «Tape 6, Side B» | Джессика Ю           | Элизабет Бенджамин  | 31 марта 2017 |
| Ханна забегает на вечеринку после спора с родителями. Школьникам вручают повестку в суд, а Джастин борется с противоречивой лояльностью. Человек на кассете: Брайс Уокер, который обездвижил и изнасиловал Ханну в джакузи на собственной вечеринке. |            |                                         |                      |                     |               |
| 13 | 13         | «Кассета 7, Сторона А» «Tape 7, Side A» | Кайл Патрик Альварез | Брайан Йорки        | 31 марта 2017 |
| Ханна просит помощи у мистера Портера, школьного советника. Клэй проигрывает новую кассету для Тони и взвешивает, что делать дальше. Человек на кассете: Кэвин Портер, школьный психолог, который проявил равнодушие, когда Ханна попыталась обратиться к нему за помощью. |            |                                         |                      |                     |               |

## Саундтрек
13 Reasons Why (A Netflix Original Series Soundtrack) — официальный саундтрек-альбом к 1-му сезону сериала «13 причин почему». Релиз состоялся 30 марта 2017 года под руководством лейбла Interscope Records. На данном альбоме собраны такие известные исполнители как Selena Gomez, Billie Eilish и рок-группы The Cure, The Alarm.
Официальным синглом в поддержку альбома стала песня «Only You», в исполнении Селены Гомес. Трек является кавером на оригинальную песню 1982 года группы Yazoo.